# Клевес (Охајо)
Клевес (енгл. Cleves) град је у америчкој савезној држави Охајо.

## Демографија
По попису из 2010. године број становника је 3.234, што је 444 (15,9%) становника више него 2000. године.
| Група             | 2000.         | 2010.         |
| Белци             | 2.732 (97,9%) | 3.110 (96,2%) |
| Афроамериканци    | 16 (0,6%)     | 19 (0,6%)     |
| Азијати           | 4 (0,1%)      | 13 (0,4%)     |
| Хиспаноамериканци | 10 (0,4%)     | 40 (1,2%)     |
| Укупно            | 2.790         | 3.234         |